# Orgón
El orgón (/ˈɒrɡoʊn/) es un concepto espiritual pseudocientífico descrito como una energía esotérica o como una hipotética fuerza vital universal. Originalmente propuesto en los años treinta por Wilhelm Reich, y desarrollado más tarde por su estudiante Charles Kelley tras la muerte de Reich en 1957, el orgón fue concebido como el principio antientrópico del universo. Un sustrato creativo subyacente a todo en la naturaleza comparable al magnetismo animal de Mesmer (1779), a la fuerza ódica de Carl Reichenbach (1845) y al élan vital de Henri Bergson (1907). El orgón era visto como una substancia omnipresente sin masa similar al éter luminífero, pero más cercanamente asociado a la energía viviente que con la materia inerte. Presuntamente este podía acumularse para crear organización en cualquier escala: desde las más pequeñas unidades microscópicas –llamadas "biones" en la teoría orgónica– hasta en estructuras macroscópicas como organismos vivientes, nubes o incluso galaxias.
Reich argumentaba que los déficits o constricciones en el orgón corporal eran la raíz de muchas enfermedades, de la misma forma en que los déficits o constricciones en la libido podían producir neurosis en la teoría freudiana. Reich fundó el «Instituto del orgón» en 1942 para investigar sobre la energía orgónica después de emigrar a Estados Unidos en 1939, y lo utilizó para publicar literatura y distribuir material relacionado con el tema durante más de una década. Reich diseñó "acumuladores de orgón" especiales (dispositivos que ostensiblemente recolectan y almacenan energía orgónica del ambiente) para mejorar la salud general o incluso para controlar el clima. Eventualmente, la Administración de Alimentos y Medicamentos de los Estados Unidos (FDA, por sus siglas en inglés) obtuvo una orden federal que prohibía la distribución interestatal de materiales relacionados con el orgón, debido a considerar que Reich y sus asociados estaban haciendo afirmaciones falsas y engañosas, y más tarde esto llevó al encarcelamiento de Reich y la destrucción de todos los materiales relacionados con el orgón en el instituto después de que Reich violara la orden judicial. Finalmente Reich rescindió la afirmación de que los acumuladores podrían proporcionar potencia orgástica, pero esto no fue suficiente para detener la acción judicial. 
El Centro Nacional para la Salud Complementaria e Integral de EE. UU. cataloga al orgón como un tipo de «energía putativa», similar al «mana» o al «qì». Después de la muerte de Reich, la investigación sobre el concepto del orgón pasó a manos de algunos de sus estudiantes, como Kelley, y más tarde a una nueva generación de científicos en Alemania interesados en descubrir una base empírica para la hipótesis del orgón (los primeros resultados positivos fueron presuntamente provistos por Stefan Muschenich en 1989). No existe respaldo empírico para el concepto de orgón en medicina o las ciencias físicas, y la investigación sobre el concepto cesó con el final del Instituto. 

## Historia
El concepto del orgón pertenece al trabajo tardío de Reich, después de que emigrara a los Estados Unidos. El trabajo inicial de Reich se basó en el concepto freudiano de la libido, aunque influenciado por conceptos sociológicos con los que Freud no estaba de acuerdo, pero que eran seguidos en cierta medida por otros teóricos prominentes como Herbert Marcuse y Carl Jung. Mientras que Freud se había centrado en una concepción solipsista de la mente en la que impulsos primarios inconscientes e inherentemente egoístas (principalmente el impulso sexual o la libido) son suprimidos o sublimados por representaciones internas (catexis) de figuras parentales (el superyó), para Reich la libido era una fuerza "afirmadora de vida" reprimida directamente por la sociedad. Fue expulsado del Instituto de Psicoanálisis debido a estos desacuerdos sobre la naturaleza de la libido y su postura cada vez más politizada. Poco después de que Hitler llegara al poder, se vio obligado a abandonar Alemania.
Reich adoptó una visión crecientemente bioenergética de la libido, quizás influenciado por su tutor Paul Kammerer y otro biólogo, Otto Heinrich Warburg. A principios del siglo XX, cuando la biología molecular estaba en su infancia, la biología del desarrollo en particular todavía presentaba misterios que hacían que la idea de una energía vital específica fuese respetable, tal como fue presentada por teóricos como Hans Driesch. Como psicoanalista, Reich alineó dichas teorías con la libido freudiana, mientras que como materialista creía que tal fuerza vital debía ser susceptible de experimentación física.
En su libro más conocido, La función del orgasmo escribió: "Entre 1919 y 1921, me familiaricé con la 'Philosophie des Organischen' de Driesch y su 'Ordnungslehre'...  La aseveración de Driesch me pareció indiscutible. Él argumenta que, en la esfera de la función de la vida, el todo puede desarrollarse a partir de una parte, mientras que una máquina no puede hacerse a partir de un tornillo...  Sin embargo, no pude realmente aceptar el trascendentalismo del principio de la vida. Diecisiete años después, pude resolver la contradicción con base en una fórmula relativa a la función de la energía. La teoría de Driesch siempre estuvo presente en mi mente cuando pensaba en el vitalismo. El vago sentimiento que tenía sobre la naturaleza irracional de su suposición resultó ser justificado al final. Él acabó entre los espiritistas".
El concepto del orgón fue el resultado de este trabajo sobre la psicofisiología de la libido. Después de su migración a los Estados Unidos, Reich comenzó a especular sobre el desarrollo biológico y la evolución, y luego se diversificó hacia especulaciones mucho más amplias sobre la naturaleza del universo. Esto le llevó a la concepción de los "biones": vesículas subcelulares autoluminiscentes que creía que eran observables en los materiales en descomposición, y presumiblemente estaban universalmente presentes. Inicialmente consideró a los biones como entidades electrodinámicas o radioactivas, como lo había hecho el biólogo ucraniano Alexander Gurwitsch, pero más tarde llegó a la conclusión de que había descubierto una fuerza totalmente desconocida pero medible, que luego llamó "orgón", una formación pseudo-griega probablemente proveniente de org- "impulso, excitación" (como en org-asmo) , más -ón como ozono (el participio neutral griego, virtualmente *ὄργον, gen : *ὄργοντος).
Reich dijo haber visto el orgón cuando inyectaba a sus ratones con biones y en el cielo nocturno por medio de un "organoscopio", un tipo especial de telescopio. Argumentaba que el orgón está presente en el aire y en el suelo (y de hecho era "omnipresente"), tiene un color azul o azul-grisáceo, y que la humanidad había dividido su conocimiento de él en dos: éter para el aspecto físico y Dios para el espiritual. Escribió que el color del cielo, las auroras boreales, los fuegos de San Telmo, y el color azul de las ranas sexualmente excitadas eran manifestaciones del orgón. También argumentaba que los protozoarios, los glóbulos rojos, células cancerosas y la clorofila de las plantas estaban cargados de orgón.

## Evaluación y críticas

### Problemas experimentales
Al menos en algunos casos, las técnicas experimentales de Reich parecen no haber sido adecuadamente cuidadosas ni haber tomado precauciones suficientes para eliminar el sesgo experimental. Reich estaba preocupado por la verificación experimental de otros científicos y expuso su trabajo a escrutinio repetidas veces aunque con resultados generalmente negativos.
En 1937 Reich le permitió al patólogo noruego Leiv Kreyberg examinar una de las preparaciones de biones con un microscopio. Kreyberg escribió que el caldo que Reich había usado como su medio de cultivo era efectivamente estéril, pero que las bacterias eran estafilococos comunes. Concluyó que las medidas de control de Reich para prevenir la contaminación por bacterias en el aire no eran tan efectivas como Reich pensaba. Kreyberg acusó a Reich de ser ignorante al respecto de hechos bacteriológicos y anatómicos básicos. Mientras que Reich acusó a Kreyberg de no ser capaz de reconocer células cancerosas vivas bajo aumento.
Reich envió entonces una muestra de las bacterias al biólogo noruego Theodor Thjøtta del Instituto Bacteriológico de Oslo, quien también concluyó que se debían a contaminación por bacterias en el aire. Kreyberg declaró más tarde que "El señor Reich" sabía menos acerca de bacterias y anatomía que un estudiante de medicina de primer año.
En 1941 Albert Einstein aceptó realizar experimentos con un acumulador de orgón que Reich le proporcionó después de que se reunieran para hablar de las ideas de Reich en la casa de Einstein en Princeton pero después de realizar experimentos durante diez días en su sótano con el acumulador, durante los cuales se medía la temperatura sobre, adentro y cerca del aparato, llegó a la conclusión de que el efecto observado se debía simplemente al gradiente de temperatura dentro de la habitación, mientras que Reich argumentó que era causado por el orgón. Einstein escribió a Reich: "A través de estos experimentos, considero que el asunto está completamente resuelto", el 7 de febrero de 1941. En la subsiguiente correspondencia con Reich, Einstein respondió que no podía dedicar más tiempo al asunto y solicitó que su nombre no fuera mal usado con fines publicitarios.

### Recepción de sus ideas en EE. UU.
El orgón estaba estrechamente asociado con la sexualidad: Reich, siguiendo a Freud, veía la sexualidad naciente como la fuerza energética primaria de la vida. El término en sí fue elegido para compartir una raíz con la palabra orgasmo, el cual tanto Reich como Freud consideraron una expresión fundamental de la salud psicológica. Este enfoque en la sexualidad, aunque aceptable en la perspectiva clínica de los círculos psicoanalíticos vieneses, escandalizó al público estadounidense conservador incluso mientras apelaba a figuras contraculturales como William S. Burroughs y Jack Kerouac. 
El orgón y sus conceptos relacionados fueron denunciados rápidamente en la prensa estadounidense en el periodo posterior a la Segunda Guerra Mundial. Reich y sus estudiantes fueron vistos como un "culto al sexo y la anarquía", al menos en parte porque el orgón estaba vinculado con el título de su libro La función del orgasmo, provocando numerosas investigaciones en su contra por comunismo y denuncias bajo una amplia variedad de otros pretextos. Él fue, como el New York Times dijo más tarde, "muy difamado". La comunidad psicoanalítica del momento vio su enfoque a la curación de enfermedades como una charlatanería de la peor clase, en parte debido a sus comentarios sobre los ovnis.

### Conflictos legales
En 1954, la Administración de Alimentos y Medicamentos de los Estados Unidos (FDA, por sus siglas en inglés) solicitó y obtuvo una orden judicial que impedía que Reich adjudicara cualidades médicas al orgón y a los productos relacionados con este, lo cual (entre otras estipulaciones) impedía el comercio de "dispositivos de orgón" a través de líneas estatales.  Reich desafió la orden y fue encarcelado, y la FDA aprovechó la oportunidad para destruir todos los libros de Reich que mencionaban el orgón, junto con los materiales y dispositivos de investigación.

## Orgón en la cultura popular
El orgón fue usado en los escritos de varios autores prominentes de la generación beat, quienes estaban fascinados por sus supuestos aspectos curativos y sexuales. En ese aspecto está fuertemente asociado con el movimiento de contracultura de los años cincuenta, aunque no se extendió a los movimientos más extensos de los años sesenta. 

### Capitán Tierra
En la serie de anime Capitán Tierra, la energía orgónica es la fuente de poder y sustento para los alienígenas invasores, los Kill-T-Gang, que planean cosecharla de las libidos de toda la humanidad. También es el poder detrás de las armas Livlaster utilizadas por los protagonistas.

### Devo
La banda de la nueva ola de los 80, Devo, afirmó que su emblemático diseño de domo energético era usado para reciclar la energía orgónica desperdiciada que fluye de la cabeza de una persona. El cofundador de Devo, Mark Mothersbaugh, ha declarado: 

Hicimos el domo de energía roja, el cual era útil —además de como un icono— era un icono útil. Probablemente ustedes lo sepan bien, pero la energía orgónica fluye por la cabeza y se disipa por la parte superior. Pero si usas un domo de energía, este recicla esa energía. Invierte su dirección hacia abajo bañándote en ella y, entre otras cosas, permaneces "masculino", por decirlo de alguna forma, por quizás otros 150 años de tu vida, probablemente. Creo que esa es una predicción acertada, decir que los domos de energía, si los usas constantemente, noche y día, cosa que yo no hago, pero hay gente allí afuera que lo hace, no muchos, pero hay algunos. Recibimos correos electrónicos de ellos, así que sabemos que están por ahí, esas personas probablemente vivirán unos 150 años adicionales por toda esa energía orgónica que están ahorrando y no desperdiciando.

### Dušan Makavejev
Dušan Makavejev comienza su película satírica de 1971 "WR: Mysteries of the Organism" con una cobertura documental de Reich y su desarrollo de los acumuladores de orgón, combinando esto con otras imágenes y una trama secundaria en un collage que se burla de las autoridades políticas y sexuales. Las escenas incluyen una de las diez o quince cajas de orgón originales que quedaban en el país en ese momento.

### Evelyn Waugh
Un acumulador de orgón juega un papel importante en la novela semi-autogiográfica de Evelyn Waugh La odisea de Gilbert Pinfold. Un vecino del Sr. Pinfold posee una caja, y con ella experimenta en la esposa del Sr. Pinfold.  Más tarde, en un estado alucinatorio, el Sr. Pinfold imagina que sus problemas se originaron en esa caja.

### Hal Duncan
En el libro "Ink: The Book of All Hours" de Hal Duncan, una de las realidades alternativas se basa en el orgón, es decir, la energía orgónica ("energía sexual") se utiliza como fuente de energía primaria.

### Hawkwind
La banda de rock espacial británica Hawkwind lanzó la canción "Orgone Accumulator" (acumulador de orgón) como la primera canción del lado tres del álbum en vivo de 1973, Space Ritual.

### Jack Kerouac
En la popular novela En el camino de Jack Kerouac, el acumulador de orgón fue tratado más como otro tipo de droga que como un dispositivo médico; principalmente un estimulante, con fuertes connotaciones sexuales. Cuando Sal Paradise visita Old Bull Lee en la novela (personajes que representan a Kerouac y Burroughs, respectivamente), el acumulador de orgón de Lee se describe de la siguiente manera:

El acumulador de orgón es una caja ordinaria lo suficientemente grande para que un hombre se siente en ella en una silla. Una capa de madera, una capa de metal y otra capa de madera reúnen orgones de la atmósfera y los mantienen cautivos el tiempo suficiente para que un humano absorba más de de la cantidad habitual. De acuerdo con Reich, los orgones son átomos vibratorios atmosféricos del principio vital. Las personas contraen cáncer porque se les acaban los orgones. El viejo Bull pensaba que su acumulador de orgones mejoraría si la madera usada era tan orgánica como fuera posible, así que había amarrado hojas de bayou y ramas a su anexo místico.

La película de 2012 basada en la novela de Kerouac incluye la escena con el acumulador de orgón, pero agrega una pequeña ventana en el acumulador y un embudo para respirar.

### J.D. Salinger
Según su hija, JD Salinger a veces usaba un acumulador de orgón, entre una variedad de otros regímenes de Medicina alternativa.

### Kate Bush
La canción "Cloudbusting" de la cantante británica Kate Bush describe el arresto y encarcelamiento de Reich a través de los ojos de su hijo Peter. El video de 1985, en el que Donald Sutherland interpreta a Wilhelm Reich durante su investigación y posterior arresto, presenta un péndulo de Foucault como un método alternativo para demostrar el movimiento de rotación de la Tierra para demostrar la visión herética de que la Tierra no es el centro del Universo. El péndulo de Foucault en este video conecta y contrasta simultáneamente al deshonrado Wilhelm Reich con los dos respetados Foucaults: el científico, Jean Bernard Léon Foucault y el filósofo, Michel Foucault, quien había muerto en 1984, un año antes de la aparición del video.

### Lupín tercero
En el episodio 11 de los especiales para televisión de Lupin III , el enemigo quiere los secretos de los Archivos de Colón y el Huevo de Colón, que involucran la misteriosa energía orgónica.

### Orson Bean
Orson Bean, conocido actor estadounidense, fue en su momento un defensor de la terapia de orgón y publicó un libro al respecto titulado "Me and the Orgone"  (Yo y el orgón).

### Peep Show
En el episodio "Mark's Women" de la serie cómica Peep Show del Channel 4 del Reino Unido, Jeremy y Super Hans se unen a un culto de bienestar espiritual, que define a los orgones como "las moléculas invisibles de la energía vital universal que gobiernan nuestros estados de ánimo y nuestras acciones", siendo los orgones negativos la fuente de todos los problemas del mundo.  A Mark le preocupa que Jeremy se haya unido a un culto y trata de explicar que esta es una visión simplista del mundo.

### Peter Brock
Peter Brock fue uno de los pilotos de carreras más famosos y exitosos de Australia.  Apoyó públicamente y equipó todas las ofertas especiales del Equipo de distribuidores de Holden con un dispositivo llamado "Polarizador energético" que, según se dijo, mejoraba el rendimiento y el manejo de los vehículos al "alinear las moléculas" utilizando la energía de orgónica.

### Redline
La energía orgónica ocupa un lugar prominente en el mundo de ciencia ficción del videojuego Redline, lanzado en 1999.

### Warren Leight
La obra Side Man de Warren Leight, contiene una escena donde Gene y Terry reciben una caja de orgón que la esposa del amigo de Gene le hizo descartar.

### William S. Burroughs
William S. Burroughs fue un importante defensor de la investigación orgónica, quien a menudo lo incluyó como parte de las imágenes surrealistas en sus novelas. El Orgón interesaba particularmente a Burroughs porque creía que podía usarse para aliviar la "junk sickness", un término popular para el síndrome de abstinencia de la heroína. Esto encajaba bien en el contexto de sus novelas, que usualmente eran recreaciones narrativas de sus propias experiencias con narcóticos y el estilo de vida Beat. 
Burroughs compara explícitamente "dejar el hábito" con el cáncer en la novela Junky, y lo relaciona con el uso de acumuladores de orgón. El autor escribe: 

El cáncer es la descomposición del tejido en un organismo vivo. En la "enfermedad del adicto", las células adictas mueren y son reemplazadas. El cáncer es un proceso de muerte prematura. El paciente de cáncer se encoge, un adicto se encoge: yo he perdido hasta quince libras en tres días. Así que me imagino que si el acumulador es una terapia para el cáncer, debería ser una buena terapia para los efectos del síndrome de abstinencia.

 En el momento en que Burroughs escribía, los acumuladores de orgón sólo estaban disponibles por medio del Instituto del orgón de Reich en Nueva York, y ofrecidos a cambio de una donación de diez dólares al mes. Burroughs en su lugar construyó él mismo el suyo, sustituyendo lana de roca por chapa de hierro, pero creía que de todas formas lograba el efecto deseado.

### Woody Allen
La película de ciencia ficción Sleeper de 1973 de Woody Allen, presenta un "orgasmatrón", un cilindro lo suficientemente grande como para albergar a una o dos personas, y que por medio de alguna tecnología futura induce orgasmos rápidamente. Esto es necesario ya que casi todas las personas en el universo de la película son impotentes o frígidas, aunque los hombres de ascendencia italiana son considerados los menos impotentes de todos los grupos. Se ha sugerido que el orgasmatrón es una parodia del acumulador de orgón de Reich.